# Monte Issa
Il monte Issa (dall' arabo جبل عيسى) è, con i suoi 2.236 metri sul livello del mare, la quarta montagna per altezza in Algeria.
Fa parte dei monti degli Ksour dell'Atlante Sahariano, e ricade all'interno del parco nazionale di Djebel Aissa.